# Сулаж-Бонваль
Сула́ж-Бонва́ль (фр. Soulages-Bonneval, окс. Solatges) — коммуна во Франции, находится в регионе Окситания. Департамент — Аверон. Входит в состав кантона Лагьоль. Округ коммуны — Родез.
Код INSEE коммуны — 12273.
Коммуна расположена приблизительно в 470 км к югу от Парижа, в 165 км северо-восточнее Тулузы, в 45 км к северо-востоку от Родеза.

## Население
Население коммуны на 2008 год составляло 273 человека.
| 1962 | 1968 | 1975 | 1982 | 1990 | 1999 | 2008 |
| ---- | ---- | ---- | ---- | ---- | ---- | ---- |
| 257  | 230  | 260  | 255  | 259  | 235  | 273  |

## Экономика
В 2007 году среди 174 человек в трудоспособном возрасте (15—64 лет) 137 были экономически активными, 37 — неактивными (показатель активности — 78,7 %, в 1999 году было 77,9 %). Из 137 активных работали 127 человек (70 мужчин и 57 женщин), безработных было 10 (3 мужчин и 7 женщин). Среди 37 неактивных 8 человек были учениками или студентами, 21 — пенсионерами, 8 были неактивными по другим причинам.